# ディック・バーネット
ディック・バーネット（Richard "Dick" Barnett, 1936年10月2日 - 2025年4月26日または4月27日）は、インディアナ州ゲーリー出身のバスケットボール選手。黄金期を迎えた1970年代前半のニューヨーク・ニックスの主力選手の一人であり、背番号『12』はニックスの永久欠番となっている。また"フェイダウェイシュート"のパイオニア的存在としても知られる。

## 経歴

### 生い立ち
ディック・バーネットことリチャード・バーネットはゲーリー・ルーズベルト高校でプレイし、1955年のシーズンには僅か1敗しかせず（敗れた相手はオスカー・ロバートソンを擁し、当時無敵を誇ったクリスパス・アタックス高校だった）、同校を州タイトルに導いた。
大学はテネシー州立大学でプレイ。バーネットは同校を史上初となるNAIAチャンピオンシップ三連覇に導き、バーネット自身は3度のオールアメリカン、2年連続NAIAトーナメントMVPに輝き、全国オールアメリカンチームに選ばれた初のアフリカ系アメリカ人となった。大学通算成績は平均23.6得点11.5リバウンドである。

### NBAキャリア
ナショナルズ～レイカーズ
大学を卒業したバーネットは1959年のNBAドラフトでシラキュース・ナショナルズから全体4位指名を受けてNBA入りを果たす。ルーキーイヤーには12.4得点、翌シーズンには16.9得点を記録するが、新設されたプロリーグABLのクリーブランド・パイパーズに移籍したため、ナショナルズでは2シーズンのみのプレイとなった。バーネットはパイパーズを1961-62シーズン優勝に導いた。
1962年にバーネットはNBAに戻り、ロサンゼルス・レイカーズに入団した。ジェリー・ウェスト、エルジン・ベイラーらと共にプレイしたバーネットは平均18得点前後をあげる有力な得点源として活躍し、1963年には初のNBAファイナル進出も経験している。レイカーズでは3シーズンプレイし、1967年から今後11シーズン過ごすことになるニューヨーク・ニックスに移籍した。
ニューヨーク・ニックス
レイカーズでは3番手選手だったバーネットは、ニックスではエースとして活躍。移籍元年にはキャリアハイとなる23.1得点4.1リバウンドを記録し、初のオールスターにも選ばれた。チームもバーネットの加入で長い低迷期から脱出する切っ掛けを掴み、このシーズンには8シーズンぶりとなるプレーオフ進出を果たした。翌シーズンにはウィリス・リードが入団し、チームの主役の座はバーネットからリードに譲られるも、リードの加入でニックスは王者への道を歩み始めることになる。
ウォルト・フレイジャーが入団した1968-69シーズンには54勝、さらに翌1969-70シーズンにはフランチャイズ記録となる60勝を記録。ニックスはプレーオフを勝ち抜き、ファイナルではバーネットの古巣、レイカーズを破ってチーム史上初となる優勝を果たした。
30代後半を迎えつつあったバーネットは初優勝を境に成績が後退し始め、またニックスもジェリー・ルーカスらを獲得するなどチーム改革を進めた。1972-73シーズンにバーネットの成績は平均3.3得点まで落ち込んだが、チームは再びファイナルの舞台に立ち、再びレイカーズを破ってバーネットは2つ目のチャンピオンリングを獲得。翌1973-74シーズンに4試合だけプレイした後、現役から引退した。
NBA通算成績は14シーズン971試合の出場で、15,358得点2,812リバウンド、平均15.8得点2.9リバウンドだった。

## 引退後
引退後はレッド・ホルツマンの下でアシスタントコーチを務めた。
バーネットはニックス在籍時からニューヨーク大学に通い、経営学の学位を取得し、引退後はフォーダム大学で博士号を取得した。その後セント・ジョンズ大学で教鞭をとり、スポーツ・マネージメントを教えた。現在は教育関係の非営利団体の理事長を務めている。
2025年4月26日から27日かけての夜、フロリダ州ラーゴの生活支援施設で死去。88歳没。

## フェイダウェイシュート・業績
バーネットはジャンプシュートを打つ際、後ろにジャンプしながらシュートする"フェイダウェイシュート"を編み出した選手とされている。このシュートはディフェンスする側からより離れてシュートを打つことができるため、非常に有効な武器としてバスケット界に広まることになる。当時は「question mark jump shot」とも呼ばれ、また本人は「Fall back, baby」と呼んでいた（そのまま本人の愛称となる）。
主な業績
- NAIAトーナメント優勝：1957年, 1958年, 1959年
- NBAファイナル制覇：1970年, 1973年
- オールスター出場：1968年
- ナショナル・カレッジゲート・バスケットボール殿堂
- テネシー・スポーツ殿堂
- 背番号『12』はニューヨーク・ニックスの永久欠番